# Liste der Sendungen im BR Fernsehen

Logo des BR Fernsehens

Die Liste der Sendungen im BR Fernsehen ist eine unvollständige Zusammenstellung von Sendungen, die im Dritten Fernsehprogramm BR Fernsehen laufen.

## Derzeit ausgestrahlte Sendungen
- Abendschau
- Abendschau – Der Süden
- Abenteuer Wildnis
- Aktiv und gesund
- Anna und die Haustiere
- Asül für alle
- Auf bairisch g'lacht
- Bayerischer Kabarettpreis
- Bayerische Inselgeschichten
- Bayern erleben
- Bayerns Gartenküche
- Bergauf-Bergab
- Bestes Kabarett!
- Blickpunkt Sport
- BR24 (1979–2022 als Rundschau)
- BR24 extra
- BR Heimat – Zsammg’spuit
- BR Retro – Das Magazin
- BR-KLASSIK im BR Fernsehen
- BR-Kurzfilmnacht
- BR Story (bis 2024 als DokThema)
- Brettl-Spitzen
- Capriccio
- Dahoam is Dahoam
- Der Sonntags-Stammtisch
- Donna Leon
- Drei. Zwo. Eins. Michl Müller
- Einfach. Gut. Bachmeier
- Eisbär, Affe & Co.
- Fastnacht in Franken
- Franken Helau
- Frankenschau
- freizeit
- Gesundheit!
- Giraffe, Erdmännchen & Co.
- Glockenläuten
- Gottesdienst
- Gut zu Wissen
- Heimatkrimi
- Heißmann + Rassau
- Jetzt red i
- Kabarett aus Franken
- kinokino
- Kontrovers – Das Politikmagazin
- Kunst und Krempel
- Landfrauenküche
- Landgasthäuser
- Lebenslinien
- mehr/wert
- Mit Blasmusik durch Bayern
- Münchner Runde
- Musik in den Bergen
- nah und fern
- Nashorn, Zebra & Co.
- natur exclusiv
- Panda, Gorilla & Co.
- Panoramabilder
- Pia und die Haustiere
- Pinguin, Löwe & Co.
- Puzzle
- quer
- Querbeet
- Ringlstetter
- schlachthof
- Schnittgut
- Schwaben & Altbayern
- Sehen statt Hören
- Space Night
- Startrampe
- Stationen
- Stolperstein
- Tagesschau
- Tatort
- Tele-GYM
- Traumhäuser
- Unkraut
- Unser Land
- Unter unserem Himmel
- Verrückt nach Meer
- Watzmann ermittelt
- Welt der Tiere
- Wir in Bayern
- Wirtshausmusikanten beim Hirzinger
- Zwischen Spessart und Karwendel

## Ehemals ausgestrahlte Sendungen
- Alpen-Donau-Adria
- Alpha bis Omega
- Aufgspuit!
- Bayern feiern
- Bayern isst bunt
- Bayerntour
- Berggeschichten
- Bergheimat
- BR unterwegs
- Bürgerforum live
- Café Meineid
- Chiemgauer Volkstheater
- Das Bayerische Jahrtausend
- Die Alpen von oben
- Die Hausmeisterin
- Die Klugscheißer
- Die Komiker
- Der Kaiser von Schexing
- Der Letzte seines Standes?
- Der Komödienstadel
- Eisenbahn-Romantik
- Euroblick
- Europa-Reportage
- Fall auf Fall – Jedem sein Recht!
- Franzi
- Freitag auf’d Nacht
- Gernstl unterwegs
- Gipfeltreffen
- Grünwald Freitagscomedy
- Hannah goes wild
- Habe die Ehre
- Heimatrauschen
- Heimatsound
- Herbert und Schnipsi
- Herzblatt
- Hollywood Profile
- Irgendwie und Sowieso
- Im Schleudergang
- Im Zeichen der Sterne
- Jetzt mal ehrlich
- Jetzt red i – Europa
- Kanal fatal
- KlickKlack
- Königreich Bayern
- LeseZeichen
- Les années lycée
- LIDO
- Live aus dem Alabama
- Mariss Jansons dirigiert
- Meister Eder und sein Pumuckl
- Melodien der Berge
- Monaco Franze – Der ewige Stenz
- München 7
- Münchner Geschichten
- nachbarn
- Nachfolger gesucht
- Nachtlinie
- nacht:sicht
- on3-südwild
- Ottis Schlachthof
- Pfarrer Braun
- Positive Sinking
- Puls
- Pumuckl TV
- Sabine Asgodom
- Schlawiner Club
- SchleichFernsehen
- Schuhbecks
- Sprechstunde
- Traumpfade
- Unter vier Augen
- Vereinsheim Schwabing
- Willi wills wissen
- Woidboyz
- Zeit für Tiere
- Zur Freiheit